# Diphysa americana
Diphysa americana, también llamado guachipelín, guachipilín, guachapalí, macano, cacique, pichicoíte o pichilcoy  es una especie botánica, arbusto perenne de la subfamilia de las Faboideae.

## Descripción
Son árboles, alcanza un tamaño de 4–15 m de alto, corteza fisurada, grisácea; ramas glabras. Hojas 8–14 cm de largo; folíolos 11–21, generalmente 1.5–3.5 cm de largo y 0.5–1 cm de ancho, ápice obtuso o hendido; raquis glabro. Inflorescencias glabras, con 6–7 flores, pedicelos 14–20 mm de largo, bractéolas caducas; cáliz 6–9 mm de largo, glabro; corola 10–13 mm de largo. Legumbres 5.3–8.4 cm de largo y 1–1.8 cm de ancho, estipitadas, valvas vesiculares, márgenes nervados, glabras, reticuladas.

## Distribución y hábitat
Especie poco común, se encuentra en pedregales, bosques perennifolios y sabanas, zonas pacífica y atlántica; a una altitud de 100–1000 metros desde México a Panamá.
En este árbol es común ver tenquiques creciendo en su tronco y raíces. 

## Propiedades
En Puebla y Veracruz esta planta se usa para bajar la temperatura corporal. En Oaxaca, cuando se tiene dolor de cabeza se emplean las hojas refregadas en agua fría. En Veracruz para el susto se utilizan las ramas en cocimiento junto con fideillo (Cuscuta corymbosa), cordoncillo rojo (Piper amalago), pujtalowuan (Clerodendrum philippinum), ajillo (Cydista aequinoctialis), acsintepuscat (Solanum cervantesi), bajatripa (Rivina humilis) e injerto (Psittacanthus calyculatus) y se aplican de manera externa.

## Taxonomía
Diphysa americana fue descrita por (Mill.) M.Sousa y publicado en Annals of the Missouri Botanical Garden 77(3): 576. 1990.
Sinonimia
- Colutea americana Mill.	basónimo
- Diphysa carthaginensis Benth. & Oerst.
- Diphysa robinioides Benth. & Oerst.[3]